# Islands Brygge (vej)
 For alternative betydninger, se Islands Brygge (flertydig). (Se også artikler, som begynder med Islands Brygge)
Islands Brygge er en større vej på det vestlige Amager, København, der fra nord løber fra krydset mellem Langebrogade og Ved Langebro lige nord for Langebro ved Stadsgraven langs havnen i ca. 2,1 km i omtrentlig syd-sydvestlig retning til Nokken hvor den går over i Nokken strandvej. Der er forbindelse med cykelsti til Slusen og Sjællandsbroen.

## Historie
Vejen er navngivet af Borgerrepræsentationen den 27. november 1905 og opstået i flere etaper, sydpå, efterhånden som området blev opfyldt. Området var, indtil 1904, en del af Kalveboderne. Kystlinjen lå cirka hvor Artillerivej ligger i dag.
Det nævnes ofte at Islands Brygge har sit navn fordi passagerskibe til Island lagde til her. Der har imidlertid aldrig fundet passagertransport sted fra Islands Brygge. Navnet stammer i stedet fra bankdirektør Axel Heide, som foreslog navnet sammen med en lang række andre gadenavne i bydelen, da kvarteret blev opfyldt 1904-05. Heide var tæt knyttet til DFDS som havde skibe med islandske navne.

## Attraktioner
Langs vejen findes adskillige spisesteder og caféer, samt Kulturhuset Islands Brygge. Mod nord findes ligeledes Havneparken og Havnebadet.